# Port Mellon
Port Mellon est une communauté située dans la province de la Colombie-Britannique, dans le sud-ouest.
Le nom provient du Captain Henry Augustus Mellon qui est venu à Vancouver en 1886.
C'est le siège du plus gros employeur de la zone, l'entreprise de papeterie Howe Sound Pulp and Paper Mill.